# Cove (Texas)
Pour les articles homonymes, voir Cove.
Cove est une petite ville située au nord-ouest du comté de Chambers, au Texas, aux États-Unis,.

## Démographie
Lors du recensement de 2010, la ville comptait une population de 510 habitants. Elle est estimée, le 1er juillet 2019, à 850 habitants.

### Source de la traduction
- (en) Cet article est partiellement ou en totalité issu de l’article de Wikipédia en anglais intitulé « Cove, Texas » (voir la liste des auteurs).